# Aredolpona fokienensis
Aredolpona fokienensis är en skalbaggsart som först beskrevs av Maurice Pic 1922.  Aredolpona fokienensis ingår i släktet Aredolpona och familjen långhorningar. Inga underarter finns listade.